# 風の便り (短編集)
『風の便り』（かぜのたより）は、太宰治の短編小説集。
1942年（昭和17年）4月16日、利根書房より刊行された。装幀・装画は阿部合成。定価は1円80銭だった。
1992年（平成4年）6月19日、日本近代文学館より「名著初版本複刻太宰治文学館」シリーズの一冊として当時の体裁どおりに復刊された。

## 内容
|   | タイトル   | 初出                                                             | 備考                           |
| - | ---------- | ---------------------------------------------------------------- | ------------------------------ |
| 1 | 風の便り   | 『文學界』1941年11月号 『文藝』1941年11月号 『新潮』1941年12月号 |                                |
| 2 | 新郎       | 『新潮』1942年1月号                                              |                                |
| 3 | 誰         | 『知性』1941年12月号                                             |                                |
| 4 | 畜犬談     | 『文学者』1939年10月号                                           | 初収録の単行本は『皮膚と心』。 |
| 5 | 鷗         | 『知性』1940年1月号                                              | 初収録の単行本は『皮膚と心』。 |
| 6 | 猿面冠者   | 『鷭』1934年7月号                                                | 初収録の単行本は『晩年』。     |
| 7 | 律子と貞子 | 『若草』1942年2月号                                              |                                |
| 8 | 地球図     | 『新潮』1935年12月号                                             | 初収録の単行本は『晩年』。     |